# Сан Донато ин Колина (Фиренца)
Сан Донато ин Колина је насеље у Италији у округу Фиренца, региону Тоскана.
Према процени из 2011. у насељу је живело 453 становника. Насеље се налази на надморској висини од 376 м.